# Hermann Lebert

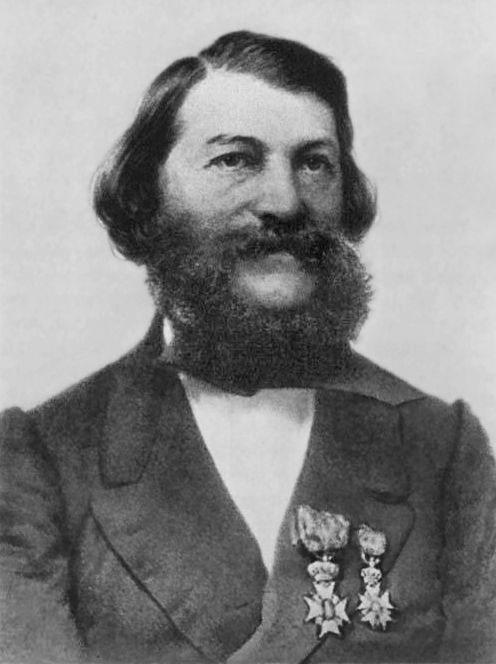
Hermann Lebert, um 1845

Hermann Lebert (eigentlich Hermann Lewy; * 9. Juni 1813 in Breslau, Provinz Schlesien; † 1. August 1878 in Bex, Kanton Waadt) war ein deutsch-schweizerischer Mediziner, insbesondere Kliniker und Pathologe. 1841 wurde er Schweizer Bürger in Bex, Kanton Waadt.

## Leben
Lebert studierte von 1831 bis 1834 Medizin und Naturwissenschaften in Berlin und später in Zürich u. a. bei Karl Asmund Rudolphi, Johann Lukas Schönlein, bei welchem er 1834 mit einer Arbeit über den Enzian promoviert wurde, und Lorenz Oken, setzte seine Studien dann bis 1836 in Paris fort und kehrte 1836 in die Schweiz zurück, um seit 1836 als Badearzt und Kliniker praktisch tätig zu sein. Daneben führte er – meist im Winterhalbjahr – seine wissenschaftliche Tätigkeit in Paris weiter (1842–1845), wohin er 1846 ganz übersiedelte, wo er aber auch eine umfangreiche Praxis unterhielt.
Er lehrte dann als Professor der klinischen Medizin in Zürich (1853–1859) und in Breslau (1859–1874). Im Jahr 1853 war er einer der ersten Mediziner, die Fälle von perniziöser Anämie schilderten. Als er 1874 seine klinische und Lehrtätigkeit aufgab, kehrte er nach Bex zurück, wo er 1878 starb. 1870 wurde er korrespondierendes Mitglied der Académie des sciences in Paris.
Er war einer der Ersten, die Mikroskope in der Pathologie verwendeten, und forderte 1848 zur Krebsdiagnose deren Einsatz schon beim Lebenden.

## Schriften (Auswahl)
- Physiologie pathologique. 2 Bände und Atlas. Baillière, Paris 1845.
- Ueber Gehirnabscesse. In: [Virchows] Archiv für pathologische Anatomie und Physiologie und für klinische Medicin. Band 10, (Berlin) 1856, S. 78–109, 352–400 und 426–468.
- Traité d’anatomie pathologique générale et spéciale. 2 Bände. Baillière, Paris 1857–1861.
- Handbuch der praktischen Medicin. 2 Bände. Tübingen, 1855–1856; 2. Auflage 1859.
- Handbuch der allgemeinen Pathologie und Therapie. Tübingen 1865.
- Quelques expériences sur la transmission par inoculation des tubercules. In: Bulletin de l’Académie de médecine. Bande 32, (Paris) 1866, S. 119–151.
- Grundzüge der ärztlichen Praxis. 3 Lieferungen. 1866.
- Traité pratique des maladies scrofuleuses et tuberculeuses. Paris 1849.
  - deutsche Übersetzung von Reinhold Köhler: Lehrbuch der Scrophel- und Tuberkelkrankheiten. 1851.
- Traité pratique des maladies cancéreuses. Paris 1851.
- Klinik der Brustkrankheiten. 2 Bände. Tübingen 1874.
- Die Krankheiten des Magens. Tübingen 1878.
- Die Krankheiten der Blut- und Lymphgefässe. In: (Rudolf Virchows) Handbuch der speciellen Pathologie und Therapie. 6 Bände. Erlangen 1854–1876, Band 5 (1861), Teil 2, S. 1–152.